# Calibrachoa pygmea
Calibrachoa pygmea är en potatisväxtart som först beskrevs av R.E. Fries, och fick sitt nu gällande namn av H.J.W. Wijsman. Calibrachoa pygmea ingår i släktet Calibrachoa och familjen potatisväxter. Inga underarter finns listade i Catalogue of Life.